# Mighty Morphin Power Rangers: Filmen
Mighty Morphin Power Rangers: Filmen (också känd som Power Rangers: The movie) är en amerikansk superhjälte-, action-, fantasy-film från 1995 baserad på tv-serien Mighty Morphin Power Rangers på barnkanalen Fox Kids. Huvudlåten i filmen är inspelad av den amerikanska gitarristen Buckethead.

## Rollspel
- Jason David Frank som, Tommy Oliver, Den vita Rangern
- Amy Jo Johnson som, Kimberly Hart, Den rosa Rangern
- David Yost som, Billy Cranston, Den blåa Rangern
- Steve Cardenas som, Rocky DeSantos, Den röda Rangern
- Johnny Yong Bosch som, Adam Park, Den svarta Rangern
- Karan Ashley som, Aisha Campbell, Den gula Rangern